# Ухочистка

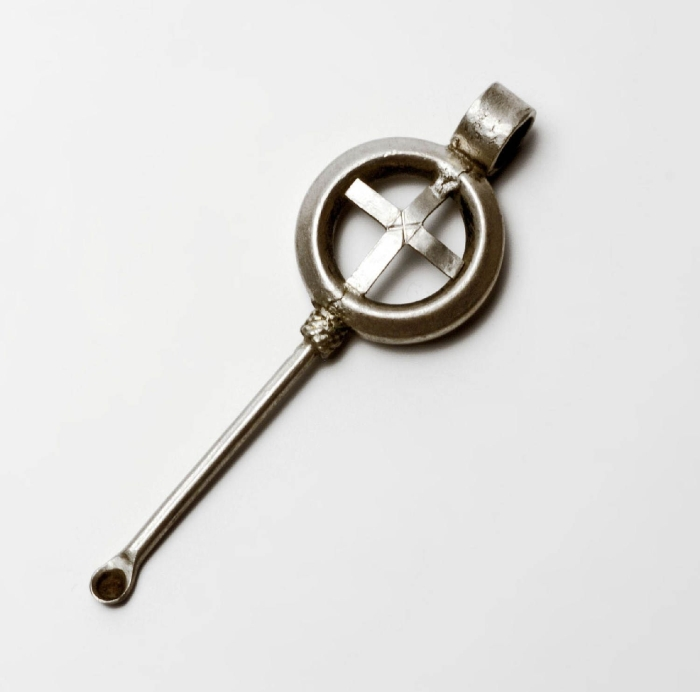
Серебряная копоушка из Эфиопии

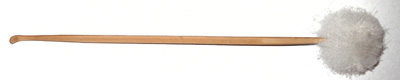
Бамбуковая мимикаки

Ухочистка, копоушка, мимикаки (яп. 耳掻き), уховёртка — туалетная принадлежность в виде узкой лопаточки из дерева, кости, стекла или металла на конце стержня-«ножки», предназначенная для чистки слухового прохода. Копоушки существовали в Евразии уже в эпоху бронзы, массовое распространение относится к раннему железному веку. Производство ухочисток продолжается (обычно в составе маникюрных наборов), мимикаки имеют наибольшее распространение в странах восточной Азии, на территории России и соседних стран копоушка входит в традиционную культуру хантов, манси, туркменов и бурят. Кроме утилитарно-бытовой функции, высказываются предположения об использовании копоушек в прошлом в качестве украшений и амулетов.
Ушная сера является естественной защитой ушей и обычно не требуется никаких действий по их очистке, если только не образовались серные пробки, сопровождающиеся соответствующими симптомами. Различные предметы для чистки ушей используются повсеместно, однако медики рекомендуют не вводить инородные тела в ушной канал для его очистки, поскольку таковые могут приводить к травмам ушного канала или барабанной перепонки, повышают риск инфекции или могут проталкивать серу дальше в ухо, усугубляя ситуацию с серными пробками или приводя к их образованию.

## Описание

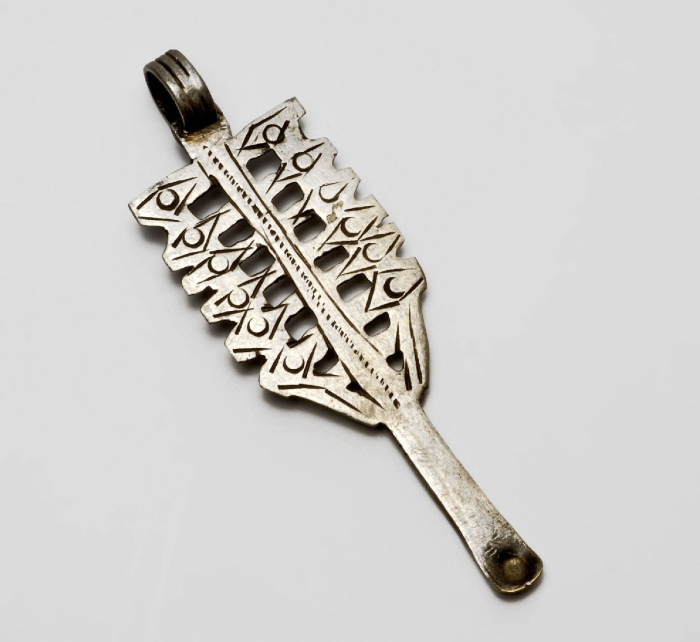
Копоушка с креплением и пластиной

В конструкцию копоушки входит функциональная основа: лопаточка (также чашечка) и ножка (или стебель). Кроме основы, выделяются необязательные декоративные элементы:
- крепление — колечко или прорезь на противоположном от лопаточки конце ножки, предположительно для закрепления на одежде;
- пластина;
- завершение.

Необязательные элементы могут присутствовать в любом наборе, порождая тем самым 2х2х2 = 8 типов копоушек.
Традиционные японские ухочистки мимикаки обычно изготавливаются из бамбука. Длина стебля обычно составляет от 13 до 15 см, хотя встречаются и более компактные варианты. Наибольший диаметр стебля (в центре) - около 4 мм, он сужается на концах. Один конец слегка загнут или сформован в форме округлой ложечки. Изгиб ложечки примерно равен 45°, толщина — 1 мм, ширина — 4 мм.
На противоположной стороне японских ухочисток располагается украшение, в Японии имеющее название «брахма», сделанное из птичьего пуха, либо в форме маленькой куклы. Используется пух водоплавающих птиц, который связывается нитью и прикрепляется к палке. В распушённом состоянии диаметр брахмы доходит до 35 мм. Этим приспособлением можно деликатно протирать ухо. Размер его обычно не позволяет достать до глубин уха, но бывают и исключения.
Форма ухочисток обычно не сильно отличается, зато материал, из которых они изготавливаются, имеет большое разнообразие: кроме бамбука используется дерево, пластик, серебро, золото, слоновая или черепаховая кость, китовый ус, рога различных животных и т. п. Для покраски обычно используется лак или уруси. Для сохранности инструмент можно хранить в чехле или специальном футляре. Существуют ухочистки, в которых пушистый конец может заменяться на ложечку.
В последнее время появляется всё больше разновидностей ухочисток. Например, твёрдый конец может состоять из нескольких маленьких дисков, прикреплённых наподобие шляпки гвоздя; либо быть в виде спирали, петли или другой формы. Имеются также разновидности, сделанные из прозрачного пластика. Кроме того, некоторые нитковдеватели имеют ложечку для чесания уха.

## История

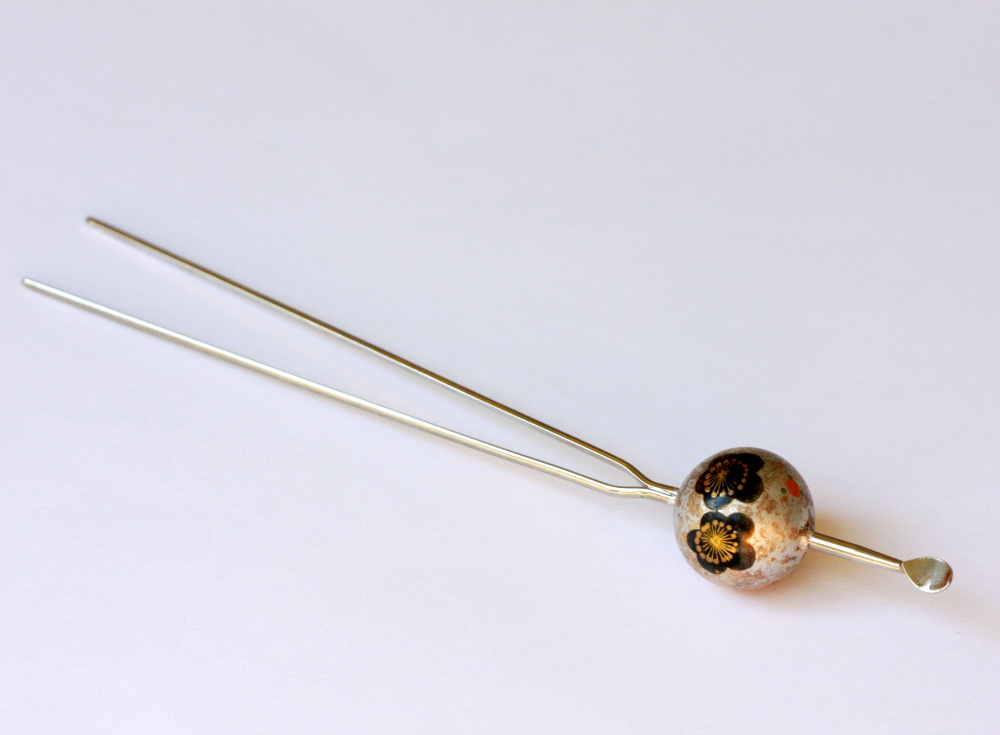
Кандзаси с ухочисткой

Самое первое упоминание об ухочистке, оставшееся в анналах японской истории, связано с заколкой кандзаси.

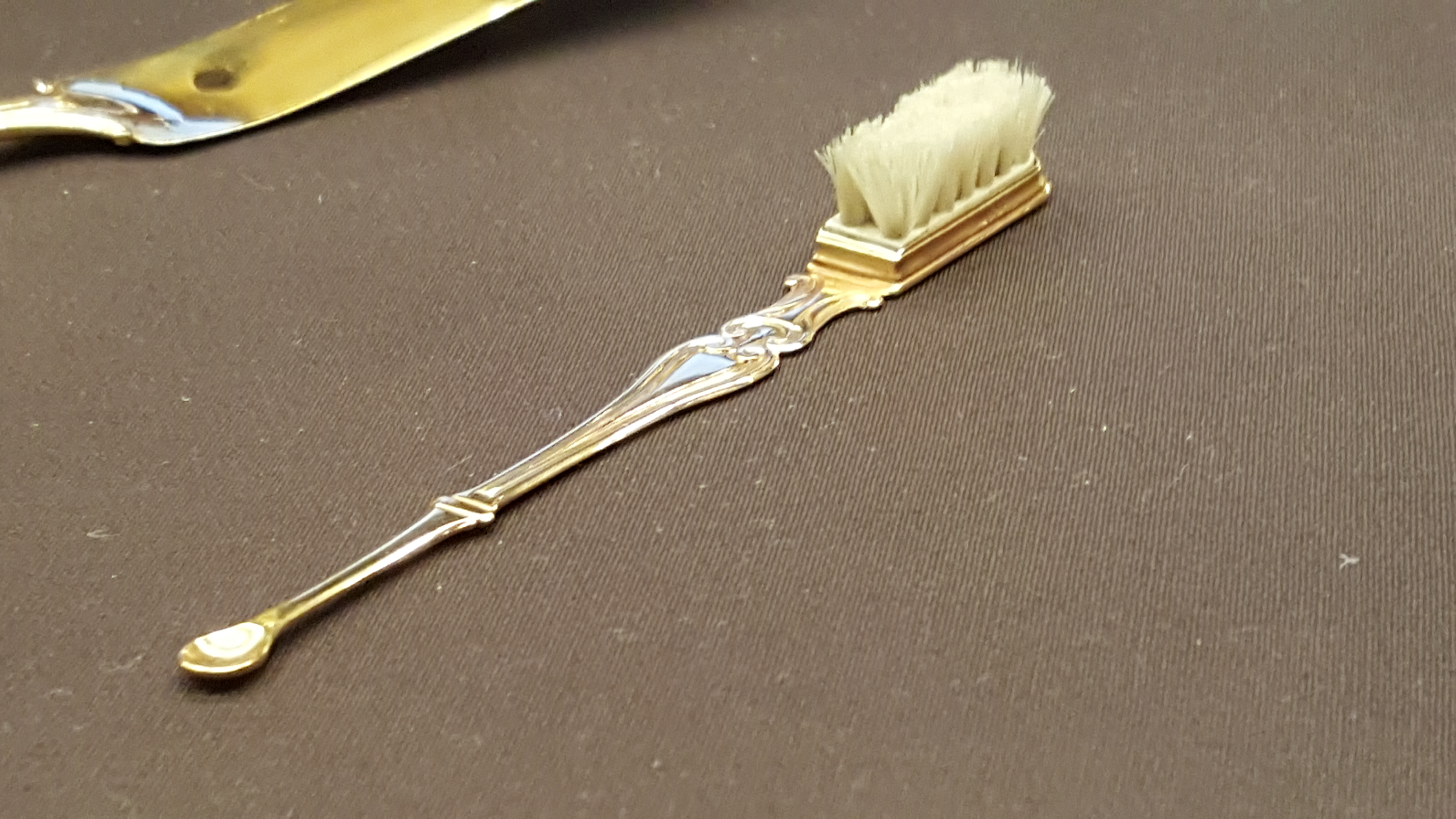
Зубная щётка с ухочисткой из туалетного набора Марии Терезии, около 1750 года

## В культуре
В Японии очистка ушей от серы ритуализирована: традиционно женщина удаляет серу из ушей близкого ей мужчины. Оказываются и коммерческие услуги, в обстановке как интимных салонов — где посетитель-мужчина кладёт голову на колени сотрудницы, одетой в домашнее кимоно-юкату, так и подобия зубоврачебных кабинетов, где операторы (обычно женщины) удаляют серу из ушей пациентов-мужчин, сидящих в специальных креслах.

## Использование
Для многих людей использование ухочистки — это обыденная гигиеническая процедура по удалению ушной серы. Но в последнем случае необходимо быть внимательным, чтобы не допустить воспаления в наружном слуховом проходе. С точки зрения медицины ушная сера имеет свойство защищать кожу, сдерживая рост микробов; поэтому существует точка зрения, что частое удаление ушной серы негативно сказывается на коже. Японские исследователи нашли возможную корреляцию между частой чисткой ушей и раком кожи в слуховом проходе. Берри и Коллимор отмечают также риск отита и целлюлита.
При использовании ухочистку держат так же, как и обычный карандаш. Ушная сера достаётся с помощью небольшой лопаточки на конце; в это время необходимо остерегаться случайного заталкивания серы ещё дальше. При попадании в ухо воды лучше воспользоваться ватной палочкой или бумажной салфеткой. Кроме того, для лучшей очистки уха в дополнение могут использоваться растворы на спирту и прочие методы.

## Применение для разных видов ушной серы
В мире выделяют два вида ушной серы: сухая и влажная. Вид серы передаётся по наследству, и отношение количества людей с разными видами ушной серы отличается в разных странах, в целом считается, что в жарком и влажном климате влажная сера имеет эволюционное преимущество, то же относится к сухой сере в холодном и сухом климате. Сухая ушная сера часто встречается в восточной части Азии (например, у 75% японцев). Считается, что чистка ушей ухочисткой больше подходит для сухой ушной серы, а ватные палочки — для влажной.